# جوليانا الهند

جوليانا الهند

جوليانا، المعروفة كذلك باسم جوليانا الهند (أو جوليانا الهندية)، هو الاسم المسيحي لامرأة غوارانية عاشت في مدينة أسونسيون التي تأسست حديثًا، في باراغواي الاستعمارية المبكرة، والتي اشتهرت بقتل مستعمر إسباني بين عامي 1539 و1542. كانت واحدة من العديد من نساء السكان الأصليين اللواتي اختطفهن المستعمرون الإسبان وسلموهن وأرغموهن على العمل لديهم وإنجاب الأطفال. لم تكن المنطقة غنية بالمعادن كما توقع المستعمرون الإسبان، ولذلك، لجأوا إلى إرغام السكان الأصليين على العمل قسرًا لتوليد الثروة والحصول عليها –ولا سيما الاستغلال الجنسي للنساء اللواتي كُنّ في سن الإنجاب.
تُروى قصة جوليانا الهندية في روايات نبلاء أديلانتادو عام 1545 للمستكشف ألفار نونييث كابيثا دي فاكا –الذي حكم الإقليم لفترة وجيزة بين عامي 1542 و1544– وكذلك روايات ناسخه بيرو هيرنانديز. وفقًا لهذه المصادر، سممت جوليانا الهندية مستوطنًا إسبانيًا يدعى نوينو دي كابريرا –الذي يُعتقد أنه كان زوجها أو سيدها– بالأعشاب وجرى إطلاق سراحها على الرغم من اعترافها بالجريمة. ذُكر أن كابيثا دي فاكا علم بقضيتها عقب وصوله إلى أسونسيون، وأنها كانت تتفاخر بأفعالها التي ارتكبتها مع أقرانها. ردًا على ذلك، أمر بإعدامها عن طريق تقطيع أوصالها، عقابًا لها على الجريمة وتحذيرًا لنساء السكان الأصليين الأخريات بعدم فعل الشيء ذاته.
تُعتبر جوليانا الهندية واحدة من أبرز الشخصيات النسائية في تاريخ باراغواي، واعتُبر كذلك تحريضها للنساء الأخريات على قتل أسيادهن أحد أقدم انتفاضات السكان الأصليين الموثقة في تلك الحقبة. رُويت العديد من حكايات قصتها بدلالات أيديولوجية مختلفة. على الرغم من أن جوهر قصتها عادة ما يكون هو ذاته، تختلف الروايات في التفاصيل كتاريخ الأحداث، والطريقة التي اعتمدتها في قتل كابريرا والطريقة التي جرى إعدامها بها. على الرغم من أن البعض يرى جوليانا الهندية امرأة تعاونت مع الإسبان وساهمت في بناء الدولة الباراغوايانية، يجادل البعض الآخر أنها متمردة ورمز مقاومة السكان الأصليين للاستعمار. توصف في العديد من الروايات الحديثة بأنها نسوية مبكرة، ويتجادل النشطاء والأكاديميون حول شخصيتها. اقتُبست قصة جوليانا الهندية في العديد من الأعمال الخيالية التاريخية. سُمي أحد شوارع أسونسيون باسمها منذ عام 1992، وهو واحد من الشوارع القليلة التي سميت تيمنًا بأحد أفراد السكان الأصليين بدلًا من اسم جماعته ككل.

## الإطار التاريخي

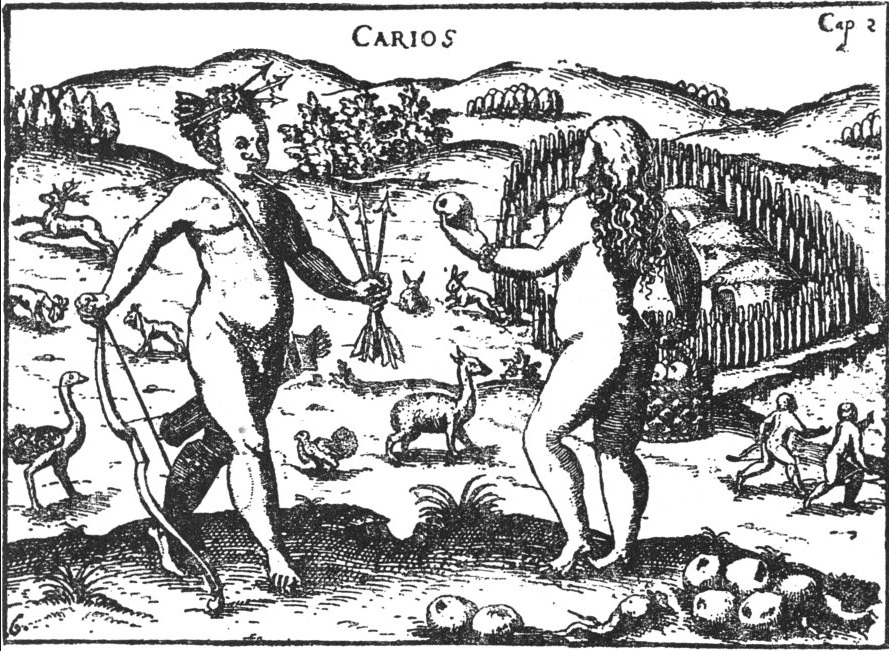
أولريكو شميدل

جوليانا واحدة من نساء شعب كاريو القلائل اللواتي جرت الإشارة إليهن في المصادر الاستعمارية باسم مسيحي. كانت الحملات الإسبانية المبكرة التي هدفت لإنشاء مستوطنات في باراغواي مدفوعة بالاعتقاد الخاطئ بأنها منطقة غنية بالثروة المعدنية، ولا سيما الذهب. في عام 1537، أسس خوان دي سالازار دي إسبينوزا حصن السيدة العذراء العسكري على ساحل نهر باراغواي. بعد مقابلتهم لشعب الغواراني المحلي، عقد الإسبان اتفاقيات مع زعيم القبيلة. في البداية، مُنح المستعمرون النساء في إطار ما عُرف بشقيق الزوج، وهو مفهوم وضع من خلاله قادة الغواراني اتفاقيات السلام والمنفعة المتبادلة، إذ يُعتبر الإسباني الذي يستلم امرأة من القبيلة صهرًا أو ما يشابهه. لم يعامل الإسبان شعب غواراني بالمثل، بل اتسمت معاملتهم بمحاولة فرض السيطرة، وسرعان ما أعقبت هذه المبادلات الأولية انتفاضات للسكان الأصليين، وسُجلت ثلاث حالات عنف على الأقل في 1538-1539 و1542-1543 و1545-1546. تاريخيًا، توصف قضية جوليانا في إشارة إلى نظام العبودية الجنسية «المنحرف» الذي تعرضت له نساء السكان الأصليين خلال أربعينيات القرن الخامس عشر. في رواية من عام 1541، ذكر المستعمر دومينغو مارتينيز دي إيرالا أن شعب كاريو سلّم نحو 300 امرأة من السكان الأصليين اللواتي يعشن في أسونسيون لخدمة الإسبان.
في عام 1541، غادر الإسبان المستوطنة الإسبانية الأولية في بيونس آيرس –التي أُقيمت على ساحل ريو دي لا بلاتا– لمواجهة هجمات الشعوب الأصلية، وانتقلوا إلى أسونسيون، التي أسسها إيرالا رسميًا لتكون مدينة عوضًا عن الحصن الذي كانت عليه سابقًا. منذ ذلك الحين، استقبلت المستوطنة عددًا أكبر بكثير من الإسبان وأصبحت مركز الاستعمار الإسباني للنصف الجنوبي من أمريكا الجنوبية. بعد أن اكتشف المستعمرون افتقار المنطقة إلى الذهب بالفعل، أدركوا أن بإمكانهم إنتاج الثروة وجمعها من خلال فرض العمل القسري على السكان الأصليين واستعبادهم، ولا سيما الاستغلال الجنسي للنساء اللواتي كُنّ في سن الإنجاب. نُفذت عمليات تهجير جماعي على السكان الأصليين عُرفت باسم رانشيادا، حيث أخذت النساء من مجتمعاتهن المحلية قسرًا وأُرغمن على العمل لحساب المستعمرين. نحو عام 1543، استبدل المستعمرون الاتفاقيات الأولية والمتمثلة بصفقة شقيق الزوج بعمليات رانشيادا العنيفة، لتنتشر بعد ذلك بعامين. سرعان ما أصبحت النساء الأصليات المستعبدات والخادمات وأمهات الميستيثو أشبه بالبضائع. أصبحت أسونسيون مركزًا رئيسيًا لتهجير العبيد الأصليين، إذ وفرت سوقًا للاتجار بالبشر بين المدينة وميناء ساو فيسنتي البرتغالي الواقعة على ساحل البرازيل.
اتخذ إيرالا من أسونسيون مقرًا له، بينما حكم محافظة الأندلس الجديدة –التي كانت مسؤولة عن استعمار حوض ريو دي لا بلاتا– منذ عام 1538، عندما انتخبه أقرانه بعد ذهاب الحاكم المُعين خوان دي أيولاس في رحلة استكشافية ولم يعُد منها. عندما وصلت أنباء وفاة أيولاس المحتملة إلى المحكمة الإسبانية، جرى تعيين المستكشف ألفار نونييث كابيثا دي فاكا في منصب الأديلينتانو الثاني للمحافظة، ووصل إلى أسونسيون في 11 مارس 1542، واستولى على السلطة من إيرالا. عند وصوله، «حاول كابيثا دي فاكا إرساء النظام والانضباط بين الجنود والمستوطنين في أسونسيون، معلنًا نفسه حاميًا للشعوب الأصلية». عمّ السخط بين المستوطنين الإسبان بعد فشل رحلة استكشافية قادها كابيثا دي فاكا للبحث عن طريق يؤدي إلى بيرو في عام 1542، وأدى ذلك إلى قيام مؤامرة قادها إيرالا ضد كابيثا دي فاكا في عام 1544، حيث أُعيد انتخابه حاكمًا. أُلقي القبض على كابيثا دي فاكا بحجة أنه «متساهل للغاية مع السكان الأصليين»، وأُرسل إلى إسبانيا سجينًا. اتبعت حكومة إيرالا الثانية نهج عمليات الرانشيدا على نطاق واسع، ووصفها الباحث غيوم كانديلا بأنها: «كانت ظاهرة التثاقف الأكثر فعالية للغزو دون أدنى شك، إذ نُزعت القدرة الإنجابية من قرى بأكملها، ما شكل صدمة واضحة في حياة السكان الأصليين المتضررين.»

## الرواية الأصلية
تتسم الإشارات والمصادر التاريخية التي تناولت قصة جوليانا الهندية بالإيجاز، ولكنها تتناقض بشدة مع الوصف الشائع لنساء الغواراني في المصادر الاستعمارية المبكرة لمنطقة ريو دي لا بلاتا. تُعد رواية التعليقات التي قدمها كابيثا دي فاكا إلى مجلس جزر الهند في ديسمبر 1545 باعتبارها دليلًا قضائيًا المصدر الرئيسي للروايات التي تناولت موضوع جوليانا. طلب كابيثا دي فاكا من كاتبه بيرو هيرنانديز كتابة نص الرواية. بعد عودته إلى إسبانيا سجينًا في عام 1545، دخل كابيثا دي فاكا في نزاع قانوني مع مجلس جزر الهند دام نحو ثماني سنوات، وحُكم عليه بعقوبة مُشددة. في عام 1555، بعد أن حل كابيثا دي فاكا خلافاته القانونية ونظف صورته، بموجب مرسوم ملكي ذي صلة، نشر كتابه علاقة وتعليقات الحاكم ألفار نونييث كابيثا دي فاكا حول ما حدث في اليومين اللذين قضاهما في جزر الهند، والذي جمع فيه بين رواية التعليقات ورواية سابقة كتبها في عام 1542 عُرفت باسم حطام السفن. مع ذلك، اختار حذف مقطع جوليانا الهندية من الكتاب، فضلًا عن أجزاء أخرى من الرواية والتي أثبتت استخدامه للعنف، من أجل «تجنب أي تصريح يسمح بقراءة مزدوجة».